# Kinosternon arizonense
Kinosternon arizonense là một loài rùa trong họ Kinosternidae. Loài này được Gilmore mô tả khoa học đầu tiên năm 1922.